# Santuario Futami Okitama
El santuario Futami Okitama (二見興玉神社 Futami Okitama-jinja?) es un templo sintoísta en el pueblo de Futami, parte de la ciudad de Ise, en la prefectura de Mie (Japón). Es conocido por su cercanía a las rocas Meoto Iwa, que sirven como puertas torii para los creyentes que ofrecen oraciones al sol.

## Características

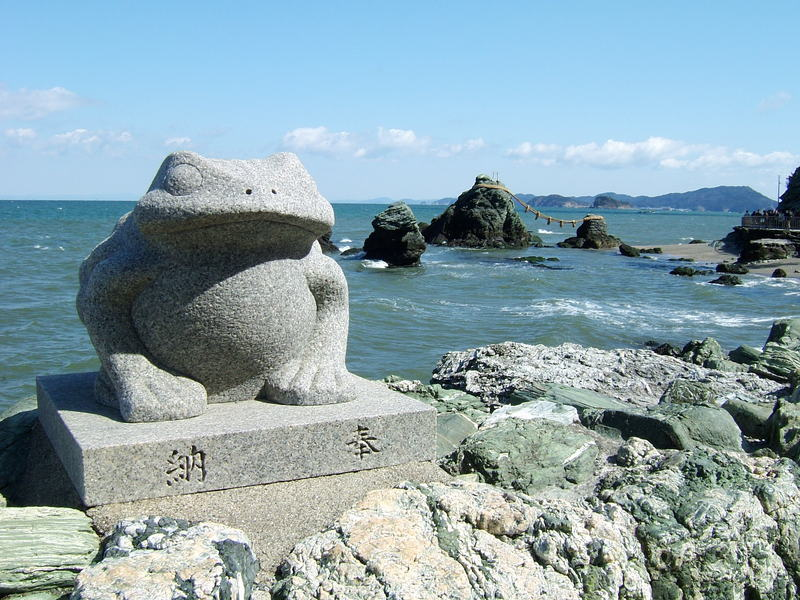
Estatua de una rana frente a las piedras sagradas Meoto Iwa.

En el santuario se consagra a la deidad sintoísta Sarutahiko Ōkami y se adoran a las rocas Meoto Iwa, que representan a los dioses Izanagi e Izanami. Por su cercanía, a 700 m de la costa, es común que las parejas acudan al santuario para rezar por su matrimonio. El templo es una parada típica de purificación antes de visitar el gran santuario de Ise, mediante la ceremonia de harae, ya que los peregrinos solían bañarse en las aguas de Futami para después acudir al santuario vecino.
Los terrenos del recinto se encuentran decorados por numerosas estatuas de ranas; según las creencias, estas atraen a personas y objetos de regreso. Los fieles cuyas oraciones resultaron cumplirse donan las figuras de los anfibios.